# Rectivena madagascariensis
Rectivena madagascariensis är en stekelart som först beskrevs av Granger 1949.  Rectivena madagascariensis ingår i släktet Rectivena och familjen bracksteklar. Inga underarter finns listade i Catalogue of Life.